# Vanilla Ninja
Vanilla Ninja é uma banda estoniana de pop rock formada em 2002. A banda faz muito sucesso na Europa, principalmente na Alemanha, Estônia, Áustria e Suíça. Elas lançaram em 2003 o seu primeiro álbum de estúdio, Vanilla Ninja, contendo canções em estoniano e inglês. Ainda em 2003 lançaram seu primeiro single, "Club Kung Fu".
A banda participou em 2003 da pré-seleção estoniana do Festival Eurovisão da Canção, mas ficou em nono lugar. Em 2005, elas representaram a Suíça com a canção "Cool Vibes", e terminaram em oitavo lugar. A banda originalmente era um quarteto formado por Maarja Kivi, Lenna Kuurmaa, Katrin Siska e Piret Järvis. Maarja Kivi deixou o grupo em 2004 e foi substituída por Triinu Kivilaan. Em dezembro de 2005 ela também deixou o grupo para iniciar uma carreira solo e terminar a escola, e a banda decidiu continuar como um trio. Triinu retornou a banda para seu álbum "Encore" de 2021. Katrin e Triinu deixaram a banda em 2022.

## História

### Começo
O Vanilla Ninja foi formado em 2002, na formação original da banda havia Maarja Kivi (vocal/baixo), Lenna Kuurmaa (vocal/guitarra), Katrin Siska (vocal/teclado) e Piret Järvis (vocal/guitarra). Todas as integrantes eram vocalistas, mas as vocalistas principais eram Maarja Kivi e Lenna Kuurmaa. Naquele tempo, o produtor da banda era Sven Lõhmus, um produtor musical muito famoso nos países bálticos.
No começo de 2002, Maarja Kivi havia participado da pré-seleção estoniana do Festival Eurovisão da Canção, ela terminou na sétima colocação. Em 2003, a banda participou da pré-seleção estoniana do Festival Eurovisão da Canção com a música "Club Kung Fu", a banda terminou na nona colocação.
A participação e a popularidade da música ajudou a banda a lançar seu primeiro álbum de estúdio, Vanilla Ninja, em maio de 2003. O álbum tem canções em estoniano e em inglês.

### Sucesso na Europa
Após o sucesso na Estônia, a banda passou a fazer sucesso também em três países de língua alemã: Alemanha, Áustria e Suíça. A banda não havia lançado o álbum Vanilla Ninja ou o single "Club Kung Fu" nesses países. Então o segundo single, "Tough Enough" foi lançado na Alemanha em 8 de dezembro de 2003, e mais tarde na Áustria e na Suíça em 4 de janeiro e 8 de fevereiro de 2004 respectivamente.
Após o sucesso delas, a banda lançou o single "Club Kung Fu" na Alemanha, e também lançou o terceiro single, "Don't Go Too Fast", na Alemanha e Áustria nos dias 4 e 5 de abril, e lançou na Suíça durante o mês de março.
A banda lançou o segundo álbum, Traces of Sadness, em junho de 2004. O álbum incluia as músicas "Tough Enough" e "Don't Go Too Fast", além de várias músicas inéditas, como "When the Indians Cry" e "Liar". "Metal Queen" e "Liar" tiveram destaque no jogo musical DrumMania, lançado para Arcade e PlayStation 2.

### Eurovisão pela Suíça
A banda não fazia sucesso na Suíça como na Áustria e na Alemanha, mas a popularidade delas na Suíça aumentou drasticamente com o álbum Traces of Sadness alcançando o 14º lugar nas paradas suíças. Então a banda recebeu um convite para representar a Suíça no Festival Eurovisão da Canção 2005. Os suíços sofriam há muitos anos de maus resultados na Eurovisão.
O anúncio de que a banda representaria a Suíça pegou a muitos de surpresa, principalmente os estonianos, que achavam que a banda deveria representar seu próprio país. Na Suíça, alguns também não concordaram com a escolha, porque nenhuma integrante da banda era suíça. A televisão suíça respondeu que a canção que seria cantada pela banda, havia sido escrita por um suíço, David Brandes. Apesar de David Brandes ter nascido na Suíça, ele é naturalizado alemão e no mesmo ano também havia composto a música alemã.
Após o anúncio, Maarja Kivi deixou a banda porque ela queria tocar heavy metal, e não pop rock. Ela foi substituída por Triinu Kivilaan, que naquela época tinha apenas 15 anos de idade. A sua participação foi posta em dúvida porque, de acordo com o regulamento, os concorrentes devem ter no mínimo 16 anos de idade.
A banda começou a pensar que não iria mais representar a Suíça no Festival Eurovisão da Canção 2005, mas a Suíça decidiu não reverter a seleção, com base de que Triinu Kivilaan faria 16 anos dias antes do Eurovisão. O Vanilla Ninja terminou em oitavo lugar com 114 pontos, com a música "Cool Vibes".

### Sucesso nas paradas musicais
Logo após a Eurovisão, a banda continuou o seu sucesso na Europa, com o lançamento de "Liar". O single entrou no Top 20 na parada musical da Alemanha e da Áustria, mas desapontou na Suíça, alcançando apenas o 43º lugar apesar da Eurovisão. O próximo single, entretanto, viria ser o seu maior hit, alcançando o Top 10 na Alemanha.
"When the Indians Cry" é o quinto single da banda. O videoclipe é o primeiro com Triinu Kivilaan na banda. A canção é a primeira power ballad delas, com um ritmo lento. O single virou hit, alcançando o 8º lugar na parada musical alemã em setembro de 2004, o 7º lugar na parada musical austríaca e o 27º lugar na parada musical da Suíça.

### Terceiro álbum de estúdio
Após o sucesso do "Blue Tattoo" em novembro e dezembro de 2004, a banda descansou por três meses para a turnê na Ásia. Em 2004 a banda declarou que tinha uma meta ambiciosa de "conquistar o mundo", e a turnê provou ser um sucesso para ajudá-las com sua meta, ganhando novos fãs em países como Japão, China, Malásia e Tailândia.
Em maio de 2005 a banda retornou para as paradas musicais, lançando uma nova canção chamada "I Know". A canção foi bem sucedida, alcançando o 13º lugar na Alemanha e o 17º na Áustria. Duas semanas após o lançamento do seu terceiro álbum, Blue Tattoo foi relançado em vários outros países europeus e provou ser tão bem sucedido como o seu álbum anterior, alcançando o quarto lugar na Alemanha, o sexto na Suíça, e o nono na Áustria.

### Era atual
Em 27 de novembro de 2020, após não lançar um álbum por quase 14 anos, Katrin Siska postou em sua página do Facebook que elas estarão lançando um novo álbum em 2021, com Triinu voltando a banda. Em junho de 2021, a banda lança "Gotta Get It Right" e "No Regrets", os primeiros singles de seu novo álbum Encore.
Em março de 2022, Kerli Kivilaan, irmã mais nova de Triinu Kivilaan, juntou-se ao grupo.

## Integrantes

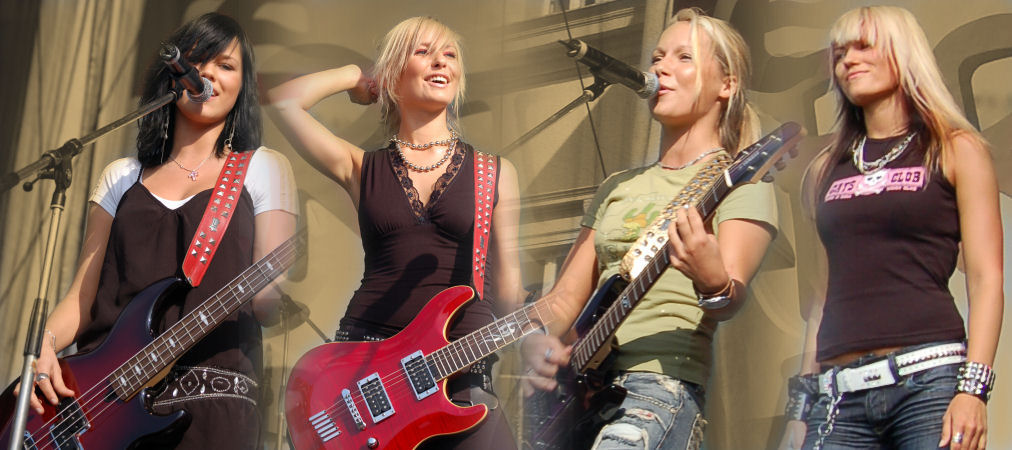
Formação da banda em 2005: Triinu Kivilaan, Piret Järvis, Lenna Kuurmaa e Katrin Siska.

| Formação atual - Lenna Kuurmaa – vocal, guitarra (2002–2009; 2019–presente) - Piret Järvis – guitarra, vocal (2002–2009; 2019–presente) - Kerli Kivilaan (2022–presente) | Ex-integrantes - Maarja Kivi – vocal, baixo (2002–2004) - Katrin Siska – teclado, sintetizador (2002–2009; 2019–2022) - Triinu Kivilaan – baixo, vocal (2004–2005, 2020–2022) |

## Discografia
Álbuns
- 2003: Vanilla Ninja
- 2004: Traces of Sadness
- 2005: Blue Tattoo
- 2006: Love is War

Compilações
- 2005: Best Of

DVD
- 2004: Traces of Sadness (Live in Estonia)
- 2005: Best Of: The Video Collection
- 2021: Encore

Singles
- 2003: "Club Kung Fu" – Vanilla Ninja
- 2003: "Tough Enough" – Traces of Sadness
- 2004: "Don't Go Too Fast" – Traces of Sadness
- 2004: "Liar" – Traces of Sadness
- 2004: "When the Indians Cry" – Traces of Sadness
- 2004: "Blue Tattoo" – Blue Tattoo
- 2005: "I Know" – Blue Tattoo
- 2005: "Cool Vibes" – Blue Tattoo
- 2005: "Megamix" – Best Of
- 2006: "Dangerzone" – Love is War
- 2006: "Rockstarz" – Love is War
- 2007: "Insane in Vain" (lançado apenas nas rádios estonianas) – Love is War
- 2008: "Birds of Peace"
- 2008: "Crashing Through the Doors"
- 2021: Gotta Get It Right"
- 2021: No Regrets